# Аверьянов, Евгений Петрович
Евге́ний Петро́вич Аверья́нов (5 марта 1923, Нижегородская область — 27 мая 1983) — советский военнослужащий, участник Великой Отечественной войны, полный кавалер ордена Славы.

## Биография
Родился 5 марта 1923 года в деревне Ржавка ныне Кстовского района Нижегородской области. Окончил 8 классов. Работал начальником почтового вагона на Горьковской железной дороге.
В 1942 году был призван в Красную Армию. С ноября того же года участвовал в боях с захватчикам. Боевой путь начал в Сталинграде пулемётчиком, в бою у тракторного завода был ранен. После госпиталя направлен в 232-го миномётный полк 12-й артиллерийской дивизия прорыва. Вновь вступил в боя с врагом на Курской дуге. В одном из боёв, поддерживая наступление пехоты, заставил замолчать 5 пулемётных точек противника, был награждён медалью «За отвагу».
15 августа 1944 года в бою на подступах к населённому пункту Облясы-Дворке, сержант Аверьянов, будучи раненным и оставшись один у миномёта, продолжал вместе с бойцами вести огонь по врагу; уничтожив до взвода солдат.
Приказом командира 12-й артиллерийской дивизия прорыва от 1 сентября 1944 года сержант Аверьянов Евгений Петрович награждён орденом Славы 3-й степени.
10 февраля 1945 года в бою в город Познань сержант Аверьянов, командуя расчётом, с открытой огневой позиции уничтожил 2 вражеских пулемёта с прислугой и рассеял до взвода солдат.
Приказом командующего артиллерией 1-го Белорусского фронта от 23 марта 1945 сержант Аверьянов Евгений Петрович награждён орденом Славы 2-й степени.
16 апреля 1945 года при прорыве обороны противника на левом берегу реки Одер западнее города Лебус сержант Аверьянов, оставшись один у миномёта, подавил миномёт, батарею, рассеял и частично истребил до двух взводов пехоты. На другой день точным огнём его расчёт подавил два танковых пулемёта с расчётами.
Указом Президиума Верховного Совета СССР от 15 мая 1946 года за мужество, отвагу и бесстрашие, проявленные в боях с вражескими захватчиками сержант Аверьянов Евгений Петрович награждён орденом Славы 1-й степени. Стал полным кавалером ордена Славы.
В 1945 году был демобилизован. Вернулся на родину. Работал плотником в совхозе «Ждановский». Скончался 27 мая 1983 года. Похоронен на кладбище села Большая Ельня Кстовского района.
Награждён орденами Славы 3-х степеней, медалью «За отвагу», другими медалями.